# كومبتيا
كومبتيا (بالإنجليزية: CompTIA)‏ هي منظمة تجارية غير ربحية, أسست عام 1982 كجمعية تتبع منهج تعليمي تهدف للنهوض بمستوى بائعين وموزعين الحاسوب  (Association of Better Computer Dealers أو ABCD). 

## الشهادات الحالية
كومبتيا (CompTIA) تُديراختبارات شهاداتها من خلال مراكز اختبار شركة بيرسون (بيرسون). في عام 2007 اعتُمِدت ثلاث شهادات من كومبتيا من قبل المعهد القومي الأمريكي للقياس. 
في يناير 2010 غيرت شروط الشهادات من ان تكون صالحة مدى الحياة إلى ان تنتهي صلاحيتها كل ثلاث سنين. الحاصلين على الشهادات قبل هذا التاريخ سيحتفظون بفترة الصلاحية مدى الحياة لكن من يحصل على الشهادة بعد تأريخ 31 ديسمبر 2010 ستنتهي صلاحيات شهاداتهم بعد كل ثلاث سنين.

### شهادة  +A
يعترف بالحاصلين علي شهادة (+A) كـ(فني أو تقني حاسوب) رسميا. وتعتبر هذه الشهادة مُحايدة اذ انها تغطي عدة تقنيات و انظمة تشغيل من مايكروسوفت, ابل, نوفل (شركة) و بعض تقنيات لنكس. 
ويخص اختبار (+A) مهنيي تكنولوجيا المعلومات اللذين يمتلكون خبرة ما يقارب 500 ساعة. يحُل الاختبار باستخدام الحاسوب ويكون على شكل اسئلة متعددة الخيارات.
وتعتبر شهادتي الـ(+A) و (+Network) كمؤهلاً لشهادات (MCSA و MCSE) التي تصدرهما مايكروسوفت.

### شهادة الشبكات +Network
يعترف بالحاصلين علي شهادة (+Network) كفني شبكات وتساعد بأثبات القدرة على المعرفة بأجهزة ومعدات الشبكات وتركيبها والعثور على المشاكل وحلها. أطلق هذه الاختبار في عام  1999. وحُدِثَ عام 2002, 2005 و 2009. اقيلت نسخة 2009 في أغسطس 2012 و شرع العمل بنسخة 2012 في ديسمبر 2011.

### شهادة +Security
تختص هذه الشهادة بـ أمن الحاسوب كالتشفير, سيطرة الوصول والموضوعات المتعلقة بالأعمال وإدارة المخاطر وتم تطويرها عام 2002 لمعالجة ارتفاع القضايا الأمنية الالكترونية. صدرت نسخة محدثة من الاختبار عام 2014. وفقاً للجمعية هناك أكثر من 45 الف حاصل على هذه الشهادة حول العالم.
وهناك شهادات أخرى لكومبتيا كـ(CASP, Server+, CTT+, CDIA+, Linux+, Project+, CTP+, PDI+, Storage+, Cloud Essentials).

## جدال عام 2011
لعدة سنين سَوقت كومبتيا بأن شهاداتها الرئيسية ستبقى سارية المفعول مدى الحياة لكن في يناير 2011 غيرت كومبتيا سياسة شهاداتها لتصبح سارية المفعول ثلاث سنين فقط وعليه على حاملي شهادات كومبتيا إعادة الاختيار كل ثلاث سنين أو دفع رسوم سنوية لضمان فعالية شهاداتهم. شعر بعض حاملي الشهادات بأن هذا خرقٌ للاتفاقية وبعد شهر من هذا الإعلان صححت كومبتيا سياستها السابقة لتشمل فقط الحاصلين على الشهادة الجدد أي بعد الأول من يناير عام 2011. 